# زوزانا جنكزنكا
زوزانا جنكزنكا (22 مارس 1917 - يناير 1945)، الاسم المستعار لزوزانا بولينا غينبرغ، شاعرة بولندية يهودية عاصرت فترة ما بين الحربين العالميتين. أحدث كتابها (عن القنطور الصادر عام 1936) ضجة كبيرة في الأوساط الأدبية البولندية، على الرغم من أنها لم تنشر سوى مجموعة شعرية واحدة في حياتها. قبضت عليها السلطات وأعدمتها في كراكوف قبل وقت قصير من نهاية الحرب العالمية الثانية.

## حياتها
وُلدت زوزانا بولينا غينبرغ في كييف، والتي كانت جزءًا من الإمبراطورية الروسية. فر والداها اليهوديان من الحرب الأهلية الروسية، واستقرا عام 1922 في بلدة روان، التي يتحدث أغلب سكانها اللغة اليديشية، ويطلق سكان البلدة عليها اسم فولينيا أيضًا، وتقع على الحدود الشرقية للجمهورية البولندية الثانية (الجزء الغربي من أوكرانيا حاليًا). عمل والدها سيمون غينبرغ، محاميًا، أما والدتها سيسيليا غينبرغ (لقب عائلتها ساندبرغ) فكانت ربة منزل. حملت جنكزنكا جواز سفر نانسين، ولكن بالرغم من الجهود المبذولة لتحقيق هذه الغاية، إلا أنها لم تنجح في الحصول على الجنسية البولندية قبل اندلاع الحرب. عاشت في منزل جدتها لأمها، كلارا ساندبرغ ببلدة روان، بعد أن تركها والدها، الذي غادر إلى برلين بعد طلاقه من والدتها، ووالدتها التي غادرت إلى إسبانيا بعد زواجها مرة أخرى، وقد كانت جدتها امرأة عاقلة وحكيمة بكل المقاييس فتولت تربيتها. وصف الكاتب جيرزي أندرجيفسكي منزل كلارا ساندبرغ بأنه راقي إلى حد ما، إذ يقع في الشارع الرئيسي بالمدينة، وبه متجر في الطابق الأرضي، وقد سعى أندرجيفسكي للتعرف عليها عن طريق الشاعر يان شبيواك، زميلها المقيم بالمدينة. أطلق أصدقاؤها المقربون عليها اسم «سناء». التحقت بالمدرسة الثانوية الحكومية ببلدة روان في الفترة (1927-1935) وهي مدرسة داخلية في أوروبا، وكان من بين زملائها تاديوش كوسيوسكو. انتقلت في عام 1935 إلى وارسو لبدء الدراسة في جامعة وارسو. سرعان ما انتهت دراستها هناك، بسبب بعض الحوادث المعادية للسامية في الجامعة غالبًا.

## حياتها المبكرة
تحدثت جنكزنكا الروسية مع والديها، والبولندية مع أصدقائها، لكنها لم تعرف كلمة واحدة من اللغة اليديشية. اختارت اللغة البولندية بسبب رغبتها الشديدة لأن تصبح شاعرة بولندية. بدأت في تأليف أبيات الشعر وهي في سن الرابعة، وكتبت قصيدة شعرية كاملة في سن الثامنة وذلك وفقًا لرواية والدتها. نشرت قصائدها الأولى عندما كانت في المدرسة، ونُشرت قصيدتها الأولى بعنوان (إجازة العيد)، وظهر اسمها عليها لأول مرة عام 1931، وكانت حينها في سن الرابعة عشرة، في صحيفة أصداء المدرسة التي تصدر كل شهرين، ويرأسها تشيسلاو جانكزارسكي. كانت جنكزنكا خلال هذه الفترة من حياتها، نشطة أيضًا كمؤلفة لكلمات الأغاني. بدأ ظهورها لأول مرة في منتدى وطني في أغسطس عام 1933 ضمن صفحات الرسالة الأدبية والعلمية، وهو ملحق يوم الأحد لصحيفة يومية مصورة مشهورة، وقد نُشرت قصيدتها المكونة من 16 سطرًا بعنوان (الخصوبة في شهر أغسطس، ولها اسم شعري آخر: امتلاء أغسطس). يتحدث الشاعر البالغ من العمر 16 عامًا في القصيدة بصوت امرأة ناضجة تنظر بحزن إلى عالم الشباب وريعانه، مع نضوجها لفكرة الحب (ومن هنا جاء العنوان)، وعلاوةً على ذلك، يعطي السطرين الأخيرين صوتًا للأصوات الكارثية التي ستظل إلى الأبد السمة المميزة لشعر جنكزنكا، وغالبًا ما يتم صياغتها في صور دموية كما هنا في الأبيات:
تقطعت السبل بالقمر في أغصان شجرة الكمثرى، كبيروغ شجرة عيد الميلاد الذهبي،
ويقضي الليل بالصمت، على حكايات القلوب المتوهجة، بين أوراق التوت العليقي..
شجعها جوليان تويم على المشاركة في مسابقة الشعراء الشباب التي تنظمها مجلة الأخبار الأدبية في الربيع المقبل، إذ تُعد أهم مجلة أدبية تصدر بصفة دورية في بولندا آنذاك، وقد حصلت جنكزنكا على جائزة شرفية (المركز الثالث) عن قصيدة (القواعد)، ونُشرت القصيدة في عدد المجلة الأسبوعي، بتاريخ 15 يوليو 1934، التي خصصت جزءًا منها لنتائج المسابقة. كان معظم المتأهلين للتصفيات النهائية، إن لم يكن جميعهم، البالغ عددهم 22 شخصًا (كتاديوز هولندر المولود في عام 1910، وآنا شفيرشينسكا المولودة في عام 1909 والتي فازت بالجوائز الأولى، أو ويتولد ماكويكي المولود في عام 1903 والذي حصل على جائزة شرفية (المركز الأول)، وجوليوس زولاواسكي المولود في عام 1910 والذي حصل على جائزة شرفية (المركز الثالث)) أكبر منها سنًا، إذ كانت تبلغ من العمر 17 عامًا. أعادت مجلة الأخبار الأدبية مسابقة الشعر بعد سبعة أسابيع في طبعتها الصادرة بتاريخ 2 سبتمبر 1934، ونشرت قائمة بجوائز الكتب الإضافية الممنوحة للفائزين، وقد حصلت زوزانا جنكزنكا، نظير لمشاركتها، على مجموعة شعرية لمايكل أنجلو بترجمة ليوبولد ستاف. تفتتح جنكزنكا قصيدتها بجراءة، فتبدأ بعلامة ترقيم (قوس أيسر)، وتتناول أقسام الكلام، وتصف كل منها بطريقة شعرية، فتبدأ بالنعت ثم الظرف، وتنتهي بتحليل فلسفي لغوي للضمائر الشخصية. («أنا بدونك، أنت بدوني، لا شيء»؛ السطر 30)
ولكي تقع في حب الكلمات بسهولة: عليك أن تلتقطها وتنظر إليها كما تنظر للنبيذ.
تنتمي قصيدة جنكزنكا (خيانة) إلى هذه الفترة (قد تعني هذه الكلمة "غدر" أيضًا)، والتي ألفتها سابقًا في عام 1934.